# Contea di Huron (Ohio)
La contea di Huron (in inglese Huron County) è una contea dello Stato dell'Ohio, negli Stati Uniti. La popolazione al censimento del 2000 era di 59 487 abitanti. Il capoluogo di contea è Norwalk.